# Abruciños
Abruciños (llamada oficialmente San Xoán de Abruciños) es una parroquia y una aldea española del municipio de Amoeiro, en la provincia de Orense, Galicia.

## Toponimia
La parroquia también es conocida por el nombre de San Juan de Abruciños.

## Organización territorial
La parroquia está formada por dos entidades de población:
- Abruciños
- Os Arcos (Los Arcos)

## Demografía

### Parroquia
| Gráfica de evolución demográfica de Abruciños (parroquia) entre 2000 y 2021 |
|                                                                             |
| Datos según el nomenclátor publicado por el INE.                            |

### Aldea
| Gráfica de evolución demográfica de Abruciños (aldea) entre 2000 y 2021 |
|                                                                         |
| Datos según el nomenclátor publicado por el INE.                        |